# Cheyenne Wells
Pour les articles homonymes, voir Cheyenne.
Cheyenne Wells est une ville américaine, siège du comté de Cheyenne dans le Colorado.
Selon le recensement de 2010, Cheyenne Wells compte 846 habitants. La municipalité s'étend sur 1,07 milles carrés (2,77 km2).
La ville est nommée en raison de puits (wells en anglais) creusés par des Cheyennes à son emplacement.

## Démographie
| 1910 | 1920 | 1930 | 1940 | 1950  | 1960  |
| ---- | ---- | ---- | ---- | ----- | ----- |
| 270  | 508  | 595  | 695  | 1 154 | 1 020 |

| 1970 | 1980 | 1990  | 2000  | 2010 | - |
| ---- | ---- | ----- | ----- | ---- | - |
| 982  | 950  | 1 128 | 1 010 | 846  | - |